# Узиков, Юрий Андреевич
Юрий Андреевич Узиков (28 мая 1931, Архангельск — 14 апреля 2010, Уфа) — советский и российский краевед, журналист.

## Биография
Старший научный сотрудник в Уфимского научного центра Российской академии наук (1973—1994), Научно-производственного центра по охране и использованию недвижимых объектов культурного наследия Министерства культуры и национальной политики РБ.
Юрий Узиков открыл тему «Башкирская Ленианиана».
Значителен вклад Ю. Узикова в тематику уфаведение.
С 1962 года переехал на родину жены — в Уфу, где стал редактором газеты «Геолог Башкирии», завотделом редакции газет «Ленинец», «Вечерняя Уфа». Как интернет-журналист известен работой в интернет-газете «БАШвестЪ», в рубрике «День в истории».
Сын — Узиков Михаил Юрьевич, художник, архитектор, писатель.

#### Образование
- Архангельский судостроительный техникум
- Ленинградская высшая партийная школа (журналистский факультет, 1962))

## Звания и награды
- Заслуженный работник культуры БАССР.
- Лауреат уральской (Челябинск) премии имени В. П. Бирюкова
- республиканских государственных премий: Республиканской премии имени Салавата Юлаева (1987) с формулировкой: «за серию книг по историко-революционной тематике, изданных Башкирским книжным издательством в 1980—1986 гг.» и Шагита Худайбердина.